# ミカヅキモモコ
ミカヅキモモコは、300円ショップの店舗ブランド。店名・社名の由来は「月曜日から日曜日まで毎日三百円で女の子が楽しめるお店」 で、若い女子向けのファンシー雑貨を多く取り扱う。モモのずきんをかぶった女の子のマスコットキャラクターが設定されている。
2021年（令和3年）に運営会社の株式会社三日月百子が経営破綻したことにより全店閉店したが、一部店舗が株式会社Shoichiへ譲渡され営業再開。株式会社Shoichiにより新規店舗も出店されている。

## 概要
1999年（平成11年）に株式会社三日月百子が大阪府で創業、。1号店を京都駅前地下街ポルタに出店した。関西を中心に300円ショップを展開して全国進出した。同じ大阪発の株式会社パルが運営する300円ショップ「3COINS」、エルソニック株式会社が運営する390円ショップ「サンキューマート」と並び、300円台均一ショップ業界を代表する存在であった。
株式会社三日月百子は、2018年1月期には売上高30億2400万円を計上し、大都市圏の店舗では外国人観光客の増加に伴いインバウンド需要の獲得にも注力していた。しかし従来の100円ショップに加え、業界最大手のダイソーが「THREEPPY」を開店し300円ショップに参入するなど、競合店の増加により収益が低下し、店舗網拡大に歯止めがかかっていた。新規出店に伴う借入金も負担となり、2020年には取引金融機関に対し支払スケジュールの再調整などを要請していた。
2019年末からは新型コロナウイルス感染症が流行してインバウンド需要が消滅し、さらに翌2020年からは緊急事態宣言及びまん延防止等重点措置がたびたび発出された。テナント出店する商業ビルの営業休止や外出自粛の影響は大きく、売上回復の見通しが立たず店舗を順次閉店していた。かつては全国に70店以上を展開していたが、2020年内には全店舗の3割に当たる約20店を閉店した。
株式会社三日月百子は2021年（令和3年）2月7日付で事業停止、破産申請の準備に入ったと帝国データバンク と東京商工リサーチ により報じられた。同日時点で日本全国に47店舗を運営していたが全店閉店した。負債総額は、帝国データバンクによれば2020年1月期末時点で12億7500万円（東京商工リサーチによれば約12億7300万円）。
同2021年2月9日、同じ大阪市に本社を置き、在庫買取販売サービスを行う株式会社Shoichiへ「ミカヅキモモコ」の商標と一部店舗を譲渡。同年3月1日から、株式会社Shoichiが事業を譲受、一部店舗を引き継いで営業を再開した。ミカヅキモモコは創業以来、メーカー在庫処分品のアウトレット販売という株式会社Shoichiと類似したビジネスモデルを特徴としていたことから、事業譲受が決定したとみられている。
株式会社三日月百子は、2020年12月9日にミカヅキモモコ公式オンラインストアを開設したが、同社の事業停止により閉鎖された（事業譲渡後はドメイン失効した状態のまま、ミカヅキモモコ公式サイトからリンクされている）。ミカヅキモモコの公式ウェブサイトやSNS公式アカウントは事業譲渡後に引き継がれ、株式会社Shoichiにより運営されている。

## 店舗
2024年時点で、関東より北の地方には出店していない。

### Shoichiにより営業再開した店舗
- 2021年3月1日再開[4]。
  - ミカヅキモモコ アクロスモール新鎌ヶ谷店[4] → カラーズ＆ミカヅキモモコ アクロスモール新鎌ヶ谷店としてリブランドオープン。
  - ミカヅキモモコ 荻窪タウンセブン店[4]
  - ミカヅキモモコ ミエルかわぐち店[4]
  - ミカヅキモモコ マリノアシティ福岡店[4]
- それ以降に再開（2022年2月現在）
  - ミカヅキモモコ シネマタウン岡南店[7] - 3月8日再開。
  - ミカヅキモモコ イオンモール神戸南店 - 7月1日カラーズ＆ミカヅキモモコとしてリブランドオープン[7][8]。

### Shoichiにより新規開店した店舗
- カラーズ＆ミカヅキモモコ サンパティオ庄内店（庄内駅西口）- カラーズの店舗[9] をリブランドオープン。
- ミカヅキモモコ モリシア津田沼店

#### Shoichi時代に閉店した店舗
- カラーズ＆ミカヅキモモコ ラパーク岸和田店 - カラーズの店舗をリブランドオープン。2021年12月5日閉店。
- ミカヅキモモコ イオン長吉店 - 三日月百子から継承。2021年3月1日再開[4]、2022年1月31日閉店。
- ミカヅキモモコ チャチャタウン小倉店 - 三日月百子から継承。2021年3月1日再開[4]、2022年7月18日閉店。
- ミカヅキモモコ ユニモちはら台店 - 三日月百子から継承。2022年1月10日閉店。
- 錦糸町PARCO店 - 新規店舗。2021年10月25日開店、2022年2月4日より6階から5階へ移転。2022年8月28日閉店。
- カラーズ＆ミカヅキモモコ 北千住マルイ店 - カラーズの店舗をリブランドオープン。2023年7月28日閉店。
- カラーズ＆ミカヅキモモコ リバーウォーク北九州店 - カラーズの店舗をリブランドオープン。2023年8月20日閉店。
- カラーズ＆ミカヅキモモコ イオンモール神戸南店 - カラーズの店舗をリブランドオープン。2023年9月24日閉店。
- ミカヅキモモコ シネマタウン岡南店 - 三日月百子から継承。2021年3月8日再開、2024年1月28日閉店。
- ミカヅキモモコ マリノアシティ福岡店 - 新規店舗。2024年8月18日をもってモール自体が閉館。

### 三日月百子時代に閉店した店舗
株式会社三日月百子の経営破綻前に閉店した店舗を含む。

#### 関東
- ボックスヒル取手店
- イオンモール船橋店
- モリシア津田沼店
- プラーレ松戸店（松戸駅前、核店舗はイトーヨーカドー松戸店）
- イオンタウンユーカリが丘店（地区センター駅から徒歩6分）
- 浦和コルソ店
- ららぽーと新三郷店
- サンストリート亀戸店
- 板橋サティ店
- 武蔵小山店
- 自由が丘店
- グランデュオ蒲田店
- SOCOLA武蔵小金井クロス店
- 国分寺エル店
- 武蔵府中ル・シーニュ店
- グリナード永山店（京王永山駅・小田急永山駅直結）
- クロスガーデン多摩店
- 横浜ビブレ店
- カトレヤプラザ伊勢佐木店
- モザイクモール港北店
- トツカーナモール店
- ミウィ橋本店
- イオン厚木店
- ショッパーズプラザ海老名店
- OSC湘南シティ店
- 小田原アプリ店（ニチイ小田原ショッピングデパート→マイカル小田原ビブレ→小田原アプリ→2016年閉店）

#### 中部
- SHIZUOKA 109店
- 岐阜マーサ21店
- アスティ岐阜店（岐阜駅駅ビル）
- 大須301店
- リソラ大府店
- JR蟹江駅前店
- ヨシヅヤ津島本店
- ヨシヅヤ太平通り店
- アスナル金山店
- ダイエー名古屋東店
- ヨシヅヤ師勝店（北名古屋市）

#### 関西
- エイスクエアSARA店
- 烏丸店（烏丸駅北口）
- OCATモール店
- アメリカ村店
- 道頓堀店
- あべのキューズモール店
- あべちか店
- 野田阪神ウイステ店
- かみしんプラザ店（大阪市東淀川区）
- コア古川橋ステーションモール店（古川橋駅高架下）
- 堺プラットプラット店
- みのおキューズモール店（箕面ヴィソラ店→みのおキューズモール店）
- 枚方ビオルネ店
- ららぽーと和泉店
- イオン長吉店
- イオン吹田店
- 岸和田カンカン店
- 河内長野店（河内長野駅前）
- マイカル茨木店
- イズミヤ和泉府中店（大阪府泉大津市）
- イズミヤ紀伊川辺店（和歌山市川辺）
- イズミヤ西神戸店
- 加古川ニッケパークタウン店
- エビスタ西宮店
- ららぽーと甲子園店

#### 中国
- 岡山ドレミの街店
- 岡山ロッツ店
- ロックシティ防府店
- リピエ下関店

#### 九州
- サンリブシティ小倉店
- 博多バスターミナル店
- ゆめタウン博多店
- ショッパーズモールなかま店

## テレビ番組
- 日経スペシャル カンブリア宮殿 "300均"スペシャル ～新たな消費を生む"300円"の価値（2011年7月7日、テレビ東京[10]

## 書籍

### 関連書籍
- 『ミカヅキモモコ 女子社員総幸福度』（著者:物河昭）（2013年5月1日、リトルガリヴァー社）ISBN 9784903970738